# Arnau de Malla
Arnau de Malla fou abat d'Amer (?-1102) i bisbe de Vic des del 1102 fins al 22 d'agost del 1109 data del seu decés.
De la família d'Arnau cita Villanueva que era cognomenada Malla (o Medala) i que aquest era germà d'Estefania de Malla (?-1126) i, per tant, oncle del fill d'aquesta, Bernat que fou ardiaca.
Arnau fou escollit entre els electors com a bisbe el 17 de febrer del 1102 quan aquest era abat d'Amer. Fou per precepte de Ricard, legat episcopal a Espanya, que es nomenà a Arnau, amb l'acord del Comte de Barcelona i signant les actes de l'elecció un total de 42 persones. Poc després viatjà a Roma per a esser consagrat en el càrrec pel Papa.
El 15 de març del 1103 confirmà el bisbe Arnau la possessió de l'església de Sant Esteve de Granollers (Granolarios) al monestir de Ripoll que havia rebut l'any 1081
El Castell de Quer, donat temps enrere al capítol per l'Arquebisbe Berenguer Sunifred, fou entregat al Cavaller Guillem Llucià, rebent el bisbe i Capítol uns alous a les parròquies de Sant Pere, de Sant Vicenç i de Sant Feliu de Torelló. Tenia també aquest Cavaller des dels temps de l'arquebisbe les batllies d'Osona, donant-les també el bisbe Arnau amb els mateixos termes, encomanant-li també la guarda del Palau i li oferí donar-li vint sous de moneda vigatana, quatre porcs i part dels placitos (això és els preus o salaris deguts en les sentències, judicis o causes) de l'Audiència de Vic i de les batlies. El Cavaller prestà jurament de fidelitat al bisbe donant-li pas franc als seus dominis per a fer la guerra. Fou aquest acte datat al 9 d'abril del 1104. El 4 d'agost d'aquell any reconeix Bernat Guillem de Queralt que posseïa el Castell de Meda pel bisbe Arnau i successors de la seva església.
Consagrà Arnau l'església de Sant Miquel d'Ordeig, subjecta al monestir d'Amer el dia 8 de desembre del 1104
Consta el 5 de febrer del 1104 consagració feta pels bisbes Arnau i Bernat Umbert de Girona de l'església de Sant Marçal de Montseny, l'un assistint en tant que trobar-se a la seva diòcesi l'altre per formar part del seu patrimoni, car el monestir fou dotat pels seus pares Umbert i Sicardis, confirmant les constitucions aprovades el 1066 pel bisbe de Vic Guillem de Balsareny.
El dia 13 de març del 1105 nomenà com a abat de la canònica de Santa Maria de Manresa a Ponç Recared i li donà el feu laic de Sant Pere amb acord que a l'església de Manresa hi hagués sempre canonges que seguissin la regla de Sant Agustí.
El dia 1 de maig del 1108 rebé el bisbe Arnau una donació que Miró Guitard feu al capítol consistent en uns alous localitzats a Sant Hilari Sacalm i Santa Maria Majuliense. El 4 d'octubre d'aquell mateix any rebé la canònica de Sant Pere de Vic tots els béns d'un tal Bernat Guillem.
El 17 de juliol del 1108 consta Arnau com a jutge, conjuntament amb el Bisbe de Barcelona Ramon i Oleguer, llavors prior de Sant Adrià, en un plet conduït a Matadepera entre els abats de Sant Cugat i Santa Cecília de Montserrat, en que sentenciaren que el de Santa Cecília estigués subjecte al de Sant Cugat, aplicant un privilegi fet pel papa Urbà II. Tot sembla derivar d'un acord realitzat el 1103 entre el Comte Ramon Berenguer III i el Bisbe Arnau alliberant de l'obediència que Santa Cecília havia tingut fins llavors de Sant Cugat. D'aquest dia consta també l'aprovació del bisbe de la dotació de l'església de Santa Maria de la Molsosa que havia dedicat el bisbe de Barcelona Berenguer.
Segons els necrologis citats per Flórez Arnau morí el 22 d'agost del 1109. Arnau fou enterrat al monestir d'Amer d'on havia sigut abat.